# The First Purge
The First Purge ist ein dystopischer Thriller von Gerard McMurray aus dem Jahr 2018. Der Horrorfilm mit gesellschaftskritischen Untertönen stellt das Prequel zur The-Purge-Trilogie dar. In dem vierten Teil der Horror-Reihe um die Purge-Nacht von James DeMonaco findet die erste Test-Purge auf Staten Island statt. Der Film kam am 4. Juli 2018 – dem US-amerikanischen Unabhängigkeitstag – in die US-Kinos und am folgenden Tag in die deutschen und österreichischen Kinos. 2021 folgte mit The Forever Purge ein weiterer Teil der Reihe.

## Handlung
In einem alternativen Jahr 2014 kommt es nach einer Weltwirtschaftskrise zu massiven Unruhen in den USA. Es gelingt der New Founding Fathers of America (NFFA), die Demokraten und Republikaner von der Macht zu verdrängen und den Präsidenten zu stellen. Die NFFA verfolgt die These, dass sich Spannungen in einer Gesellschaft dadurch dauerhaft lösen lassen, dass eine Säuberung (englisch: purge) stattfindet: Dabei werden die Bewohner zwölf Stunden lang sich selbst überlassen, um ihre Aggressionen straffrei abzubauen. Selbst ein Mord wird bei einer solchen Purge nicht bestraft. Zwei Jahre später soll eine erste Purge stattfinden, die vom NFFA-Stabschef Arlo Sabian beauftragt und von der Soziologin Dr. Updale wissenschaftlich begleitet werden soll. Die Wissenschaftler haben die Insel Staten Island für ihr Experiment ausgesucht, die durch Sperrung aller Brücken abgeriegelt werden kann. Es steht den Bewohnern frei, die Insel vor der Purge zu verlassen. Wer jedoch bleibt, dem wird ein Chip implantiert, um jederzeit seinen Aufenthaltsort bestimmen zu können. Als Aufwandsentschädigung zahlt die NFFA 5.000 US-Dollar. Personen, die morden, erhalten einen zusätzlichen Betrag. Dazu müssen sie Kontaktlinsen tragen, in denen eine Kamera eingebaut ist. Damit können Sabian und Updale jederzeit verfolgen, was die Personen selbst erleben.
Der Gangsterboss Dmitri entscheidet sich dafür, die Insel nicht zu verlassen. Ihm ist das Risiko zu groß, dass seine illegalen Geschäfte entdeckt werden könnten und eine rivalisierende Gang das florierende Geschäft auf Staten Island übernimmt. Kurz darauf beginnt die Purge, und nach einer zunächst ruhigen Phase geschieht ein erster Mord. Der erzeugt weltweit eine hohe Aufmerksamkeit in den Medien, doch weitere Vorfälle bleiben aus. Im Gegenteil: Zahlreiche Bewohner feiern ausgelassen auf den Straßen der Insel. Plötzlich eskaliert jedoch die Gewalt. Dr. Updale wundert sich über die Entwicklung und findet heraus, dass Sabian Söldner angeheuert hat. Ihm ging es nie um den wissenschaftlichen Aspekt: Er wollte finanzschwache Menschen dazu bringen, einander zu töten, um die finanziellen Mittel für Sozialleistungen einzusparen. Sabian lässt Updale auf die Insel bringen, wo sie von seinen Söldnern getötet wird.
Dmitri stellt ebenfalls fest, dass fremde Söldner auf „seiner“ Insel damit beginnen, wahllos Menschen umzubringen. Er nimmt mit seiner Gang den Kampf auf. Ihnen gelingt es, alle Söldner kurz vor Ende der Purge zu töten. Dmitri wird von den Bewohnern als Held gefeiert.

## Synchronisation
Die deutschsprachige Synchronisation entstand nach einem Dialogbuch und der Dialogregie von Sven Hasper bei der RC Production Kunze & Wunder GmbH & Co. KG in Berlin.
| Rolle                  | Schauspieler       | Synchronsprecher      |
| ---------------------- | ------------------ | --------------------- |
| Dmitri                 | Y'lan Noel         | Roman Wolko           |
| Nya                    | Lex Scott Davis    | Rubina Nath           |
| Isaiah                 | Joivan Wade        | Sebastian Kluckert    |
| Dolores                | Mugga              | Martina Treger        |
| Stabschef Arlo Sabian  | Patch Darragh      | Sven Hasper           |
| Dr. May Updale         | Marisa Tomei       | Andrea Kathrin Loewig |
| NFFA Präsident Bracken | Ian Blackman       | Uwe Büschken          |
| Selina                 | Kristen Solis      | Amelie Plaas-Link     |
| Luisa                  | Lauren Vélez       | Iris Artajo           |
| Skeletor               | Rotimi Paul        | Marcel Collé          |
| 7 & 7                  | Mo McRae           | Björn Schalla         |
| Capital A              | Christian Robinson | Tim Sander            |
| Pastor Carl Armory     | Peter Johnson      | Wolfgang Wagner       |
| Freddy                 | Steve Harris       | Michael Iwannek       |
| Juani                  | Melonie Diaz       | Britta Steffenhagen   |
| Elsa                   | Chyna Layne        | Runa Aléon            |
| Lorenzo                | Jermel Howard      | Leonhard Mahlich      |
| Roenick                | Levy Tran          | Patrizia Carlucci     |
| Psychologe             | Matthew Mesler     | Rainer Fritzsche      |

## Produktion
Im September 2016 gab James DeMonaco bekannt, dass ein vierter Film kommen werde. Dieser wäre ein Prequel zur Filmreihe. Am 19. September 2017 wurden Y'lan Noel und Lex Scott Davis als Hauptdarsteller bekannt gegeben. Als Handlungsort wurde Staten Island angegeben. Die Dreharbeiten begannen im September 2017 in Buffalo und waren im November 2017 abgeschlossen. Regie führte Gerard McMurray. Das Drehbuch stammt wie bei den drei Vorgängerfilmen von James DeMonaco.
Die Filmmusik komponierte Kevin Lax, der bereits für McMurrays ersten Film Burning Sands in dieser Funktion verantwortlich war. Der Soundtrack zum Film, der 23 Musikstücke umfasst, wurde Ende Juni 2018 von Back Lot Music veröffentlicht.
Die deutsche Synchronisation entstand nach einem Dialogbuch und der Dialogregie von Sven Hasper im Auftrag der RC Production Kunze & Wunder GmbH & Co. KG in Berlin. In der deutschen Fassung ist Hasper selbst in der Rolle von Chief of Staff Arlo Sabian zu hören, Andrea Loewig spricht Dr. May Updale, Roman Wolko die Rolle von Dmitri und Sebastian Kluckert die Rolle von Isaiah.

## Rezeption

### Altersfreigabe
Anders als die drei Vorgänger der Reihe erhielt der Film in Deutschland eine Freigabe ab 18 Jahren und nicht bereits ab 16 Jahren.

### Kritiken und Einspielergebnis
Insgesamt stieß der Film bei den Kritikern auf geteiltes Echo. Der Anteil positiver Kritiken auf Rotten Tomatoes liegt bei 56 %.
Antje Wessels bemerkt in ihrer Kritik bei Quotenmeter.de, das Prequel The First Purge sei mehr denn je ein politischer Film. Während der Vorgänger The Purge: Election Year erschien, als sich Donald Trump und Hillary Clinton einen der absurdesten Wahlkämpfe aller Zeiten lieferten, befinde sich die Trump-Regierung mittlerweile im zweiten Jahr, und es werde einfach immer schwieriger, noch adäquate Möglichkeiten zu finden, die Absurdität der Realität angemessen zu kommentieren, so Wessels. Regisseur Gerard McMurray gelinge dies, indem er den vor allem Teil drei innewohnenden, satirischen Gaga-Part auf ein Minimum zurückfahre und stattdessen immer wieder beiläufig betone, dass sich die Handlung seines Films beunruhigend oft mit den Zuständen in der Realität überkreuzt. Auch die Rhetorik des Anführers der „Neuen Gründungsväter Amerikas“ erinnere bemerkenswert oft an die des aktuellen US-Präsidenten. Wessels bemerkt zudem, dass der Wahlspruch für Donald Trumps Wiederwahlkampagne „Make America Great Again“ etwa der Tagline des dritten The Purge-Films entsprochen habe. Schade sei lediglich, dass der Regisseur McMurray und Autor James DeMonaco diese grundlegenden Stärken ihres Films erst in der zweiten Hälfte so richtig ausspielen, und trotz neuer Ansätze sei The First Purge nicht der beste Teil der Reihe, so Wessels.
In der Kritik der Website Neon-Zombie.net heißt es abschließend: „The First Purge bietet für Fans der Reihe einen befriedigenden Abschluss, der noch einmal teils sehr vereinfacht, aber auch überzogen aktuelle gesellschaftspolitische Themen aus dem Kontext reißt und in einer teils gewollt zynischen Bilderorgie, einem Karneval aus Gewalt, auf den Zuschauer niederprasseln lässt. Nicht immer kreativ, aber oft pointiert. Natürlich taugt auch The First Purge als exploitativer Actioner nicht dazu, tiefsinnige Debatten um Moral, Ethik, Ethnie, Politik und/oder Kultur zu führen, aber als funkelnde Leuchtreklame eben doch darauf hinzuweisen, dass es einer Debatte bedarf.“
Den Produktionskosten in Höhe von rund 13 Millionen US-Dollar stehen weltweite Einnahmen aus Kinovorführungen von knapp 137 Millionen US-Dollar gegenüber. In Deutschland landete der Film nach seinem Start auf Platz 1 der Kinocharts und verzeichnet hier bislang 639.817 Besucher.